# Le Parc Figueroa Alcorta
Le Parc Figueroa Alcorta è un complesso di grattacieli situato nel quartiere Palermo, nella capitale argentina Buenos Aires. Il complesso è composto dalla Torre Cavia e dalla Torre Alcorta. La Torre Cavia è stata l'edificio più alto di Buenos Aires e dell'intera Argentina fino al 2015. Attualmente è il secondo edificio più alto dell'Argentina.

## Storia
RAGHSA ha iniziato la serie di torri Le Parc nel 1994, quando ha completato la costruzione della Torre Le Parc a Palermo. Con 155 metri di altezza, il grattacielo divenne il più alto di Buenos Aires, cambiando rapidamente il profilo dell'area che occupava, ribattezzata successivamente Palermo Nuevo. Incoraggiata dal successo di quest'operazione, la società iniziò a guardare a Puerto Madero, un quartiere che stava iniziando a modernizzarsi con la costruzione di vari grattacieli. Qui furono costruite le Torri Le Parc Puerto Madero, un complesso di tre grattacieli (la terza sarà completata alla fine del 2007) alte 146,3 metri, i cui appartamenti furono rapidamente venduti.
Successivamente fu progettato il complesso Le Parc Figueroa Alcorta, che sarebbe stato situato a Palermo Chico, molto vicino alla Torre Le Parc. Questo quartiere è il secondo nella costruzione di grattacieli. Figueroa Alcorta sarebbe stata progettata anche per essere il grattacielo più alto di Buenos Aires. La costruzione è iniziata nel 2006 ed è stata inaugurata nel gennaio 2009.
Nell'aprile 2010 fu infine inaugurata la Torre Cavia, l'ultima ad essere completata del complesso Le Parc Figueroa Alcorta. Il grattacielo era stato originariamente progettata per essere l'edificio più alto di Buenos Aires, superando così la torre Renoir II a Puerto Madero, alta 171 m. In seguito a questo annuncio, tuttavia, DYPSA, i committenti del complesso Renoir, ha deciso di aggiungere un ulteriore livello e di estendere l'altezza di Renoir II a 175 m.